# Albert af Orlamünde
Albert af Orlamünde eller Albrecht II, greve af Weimar-Orlamünde (født ca. 1182, død i 1245) var en dansk statholder og lensmand.
Albert af Orlamünde var søn af Sigfred af Orlamünde og den danske prinsesse Sophia, datter af Valdemar den Store og søster til kong Valdemar Sejr og nedstammede fra slægten Askanierne, der havde området omkring byen Orlamünde i Thüringen som stamlen. Han giftede sig i 1211 med Hedvig af Thüringen (ca. 1185-1247), en datter af landgreve Herman 1. af Thüringen
Albert fik i 1204 Holsten (Nordalbingien) som len af Valdemar Sejr, og han deltog på dennes side i kampene med de tyske fyrster. I 1217-1218 var han med på et korstog til Livland. Da Valdemar og hans søn blev taget til fange af grev Henrik af Schwerin under en jagt på Lyø i 1223, blev Albert kongens statholder, og i den egenskab forsøgte han at forsvare Danmarks nordtyske besiddelser mod en alliance af tyske fyrster og var samtidig leder af forhandlingerne om kongens frigivelse. Da grev Adolf 4. trængte ind i sit fædrene arveland, Holsten, mødte Adolf ham ved Mölln i januar 1225 men blev da selv taget til fange. Han fik først sin frihed efter Slaget ved Bornhøved og for at genvinde sin frihed, måtte han i 1227 afstå lenet Lauenburg. Til gengæld forlenede Valdemar Sejr ham i 1229 med Als. Albert vendte hjem til sin hjemstavn, Orlamünde, i 1227. Han døde barnløs i 1245, og det blev derfor hans broder, Herman 2., der arvede hans tyske besiddelser. Als faldt derimod tilbage til den danske krone.